# L'Isle-Jourdain, Vienne

L'Isle-Jourdain este o comună în departamentul Vienne, Franța. În 2009 avea o populație de 1,223 de locuitori.